# Tsige Duguma
Tsige Duguma, född 23 februari 2001, är en etiopisk friidrottare som tävlar i medeldistanslöpning.

## Karriär
Vid inomhusvärldsmästerskapen i friidrott 2024 tog Duguma guld på 800 meter. Vid OS 2024 tog hon silver på samma distans.